# حشفة القضيب
حشفة القضيب أو الكَمَرَة هي جزء من أجزاء القضيب عند الذكور وهي تقابل حشفة البظر لدى الإناث، وهي انتفاخ مخروطي الشكل يقع عند قمة القضيب، وعند الرجال غير المختونين تكون الحشفة محاطة بالقلفة المعلّقة بعنق القضيب وعند بلوغ عمر الثلاث سنوات تقريبآ، تصبح القلفة عادة قابلة للارتداد إلى الخلف بحيث يمكن الكشف عن الحشفة، وهي حتى ذلك الوقت تكون متصلة بالحشفة. وحشفة القضيب حساسة جدا لأنها تحتوي على نهايات عصبية كثيرة.